# Odontesthes ledae
Odontesthes ledae är en fiskart som beskrevs av Luiz R. Malabarba och Dyer 2002. Odontesthes ledae ingår i släktet Odontesthes och familjen Atherinopsidae. Inga underarter finns listade i Catalogue of Life.